# 長谷川博哉
長谷川 博哉（はせがわ ひろや）は、日本のアニメーションプロデューサー。MAPPA取締役副社長。

## 略歴
ゴンゾ、プロダクション・アイジーを経て、ウィットスタジオに所属。同社で『魔法使いの嫁』『ヴィンランド・サガ』のアニメーションプロデューサーを務めた後、MAPPAに移籍し2024年より同社の取締役副社長に就任している。

## 参加作品

### テレビアニメ
2017年
- 魔法使いの嫁（2017年 - 2018年、アニメーションプロデューサー）

2019年
- ヴィンランド・サガ（アニメーションプロデューサー）

2023年
- ヴィンランド・サガ（SEASON 2、アニメーションプロデューサー）
- 魔法使いの嫁（SEASON 2、アニメーションプロデューサー〈成瀬晃一と共同〉）

2024年
- 忘却バッテリー（アニメーションプロデューサー〈岡村耕也と共同〉）
- らんま1/2（制作統括）

### OVA
2016年
- 魔法使いの嫁 星待つひと（2016年 - 2017年、アニメーションプロデューサー）

2021年
- 魔法使いの嫁 西の少年と青嵐の騎士（アニメーションプロデューサー〈成瀬晃一と共同〉）

### Webアニメ
- 冬のおくりもの（2023年、アニメーションプロデューサー）